# دفارز دور فلاندرز للسيدات 2016
دفارز دور فلاندرز للسيدات 2016 (بالإنجليزية: 2016 Dwars door Vlaanderen - women's race)‏ هو سباق دراجات هوائية، وهو الموسم رقم 5 من نفس السباق، وأقيم في 23 مارس 2016، وامتدّ لمسافة 101 كيلومتر.
فاز فيه بالمركز الأول ايمي بيترز، وبالمركز الثاني جولين ديهور، وبالمركز الثالث Eileen Roe ‏.

## الفائزون
| الترتيب | الفائز      |
| ------- | ----------- |
| الفائز  | ايمي بيترز  |
| الثاني  | جولين ديهور |
| الثالث  | Eileen Roe ‏ |